# 葡萄镇 (吐鲁番市)
葡萄镇，是中华人民共和国新疆维吾尔自治区吐鲁番市高昌区下辖的一个乡镇级行政单位。
2015年7月24日，新疆维吾尔自治区人民政府批复同意撤销葡萄乡建制，设立葡萄镇。

## 行政区划
葡萄镇下辖以下地区：
巴格日村、木纳尔村、布拉克村、贝勒克其村、吾依拉村、英萨村和铁提尔村。